# Die drei ??? – Erbe des Drachen
Die drei ??? – Erbe des Drachen ist ein deutscher Kriminalfilm aus dem Jahr 2023. Der Film basiert auf einer Erzählung von André Marx als Teil der Jugendbuchreihe Die drei ???, das Drehbuch wurde von Anil Kizilbuga und Tim Dünschede geschrieben. Es ist der dritte Film nach Die drei ??? – Das Geheimnis der Geisterinsel und Die drei ??? – Das verfluchte Schloss, knüpft jedoch nicht an die vorangegangenen Filme an. Neben Regisseur, Drehbuchautoren und Produzenten haben auch die Hauptdarsteller gewechselt.

## Handlung
Justus Jonas, Peter Shaw und Bob Andrews betreiben ein Detektivbüro in Rocky Beach, Kalifornien. Während ihrer Sommerferien reisen sie nach Transsylvanien in Rumänien zum Filmset des Gruselfilms Dracula Rises. Peters Vater ist dort für die Spezialeffekte zuständig und hat ihnen ein Praktikum am Filmset vermittelt. Als Originalkulisse für den Vampirfilm dient ein altes Schloss, auf dem merkwürdige Ereignisse passieren, zum Beispiel unheimliche Geräusche auf den Fluren, und wo vor 50 Jahren ein damals 13-jähriger Junge spurlos verschwunden sein soll. Justus, Peter und Bob ermitteln, was es damit auf sich hat.

## Hintergründe
Die Dreharbeiten fanden von Anfang Juli bis Mitte September 2021 in Rumänien und Spanien statt. Die Burg Hunedoara war der wichtigste Drehort im Film.
Während die bisherigen beiden Verfilmungen auf losen Adaptionen bereits bestehender Geschichten basieren, wurde diesmal der für die Reihe bekannte Autor André Marx mit einer neuen Geschichte beauftragt. Das Buch zu dem Film erschien knapp zwei Monate vor dem Kinostart.
Als End-Credit-Song wurde Memories & Stories von Mark Forster gewählt. Neben dem regulären Musikvideo gibt es ein Musikvideo als Die drei ??? Filmversion mit Filmausschnitten.

## Veröffentlichung
Kinostart in Deutschland und der Schweiz war am 26. Januar 2023, einen Tag später in Österreich. Neben der knapp 100-minütigen Fassung in 24 fps gibt es auch eine knapp 96-minütige Fassung in 25 fps. Der Film ist im Verleih von Sony Pictures Entertainment. Laut einer Pressemitteilung der Filmförderungsanstalt vom Oktober 2023 war „Erbe des Drachen“ der besuchsstärkste deutsche Film des ersten Halbjahres 2023.
Ein Hörspiel zum Kinofilm erschien zeitgleich zum Kinostart bei Europa, wo auch die übrigen Die drei ???-Hörspiele erscheinen. Im Buchverlag der Jugendreihe, dem Kosmos-Verlag, erschien bereits im November 2022 das Buch zum Film mit der Geschichte und Szenenbildern aus dem Film sowie ein Erstlesebuch.
Am 13. Juli 2023 erschien der Film auf DVD und BluRay.
Am 23. November 2023 erschien der Film bei Netflix im Streaming.

## Kritiken
Michael Hille urteilte für TV Spielfilm und schrieb: „Erbe des Drachen“ ist für Fans genau das, was sie sich von den ersten zwei Filmen bereits erhofft hatten. […] Smartphones kommen so gut wie gar nicht zum Einsatz und Bob Andrews, immerhin zuständig für Recherche und Archiv, muss immer noch in die Tageszeitung gucken oder zur Bibliothek fahren, um Nachforschungen zu betreiben. „Erbe des Drachen“ spielt so in einer manchmal merkwürdigen Blasenwelt, die ein junges Publikum manchmal irritieren, Erwachsene dafür aber nostalgisch empfinden lassen wird.
Bei TV Movie wertete Matthias Holm: „Zwar sind Weckauf, Wendt und Brandl zumindest optisch sehr gut für die jeweiligen Rollen gecastet, doch im Zusammenspiel funktionieren sie nur selten als Einheit. […] Es ist schwer vorstellbar, dass diese drei Jungs wirklich Freunde sind, zu häufig wirken ihre Frotzeleien ernst und nicht freundschaftlich. […] „Die drei Fragezeichen: Das Erbe des Drachen“ ist am Ende nicht der Film geworden, den sich Fans vielleicht erhofft haben, was vor allem an den Hauptdarstellern liegt. Aber er macht genug richtig, um Hoffnung zu schüren.“
Oliver Armknecht von film-rezensionen.de meinte, der Film „versucht sich daran, die kultigen Jungdetektive endlich doch einmal auf der großen Leinwand zu etablieren. Das ist sympathisch, gut besetzt und gefällt durch ein atmosphärisches Setting, wenn ein altes Schloss in Transsilvanien zum Ausgangspunkt des Abenteuers wird. Der Film hat es aber an mehreren Stellen etwas eilig, da werden manche Entwicklungen und Enthüllungen zu schnell abgehakt.“ „Da hat man zuweilen den Eindruck, dass beim Schneiden ziemlich viele Verbindungszenen rausgenommen wurden, wodurch das alles etwas holprig wird. Insgesamt ist der Neustart aber sympathisch und zudem gut besetzt und es wäre dem Film sowie dem Ensemble zu wünschen, dass er sein Publikum findet und damit den Weg frei macht für eine ganze Reihe neuer Abenteuer.“
Kino-Zeit schrieb: „Dünschede drehte mit ‚Die drei ???‘ seinen ersten Kinderfilm und ist offenkundig ein wenig zu besorgt, die zarte Kinderseelen zu verschrecken. Der Spannungsbogen ist derart sanft angelegt, dass er bereits Fans, die aus dem Grundschulalter heraus sind, nicht mehr in Anspannung versetzen kann.“ „Daran ändert dann auch die gute Darstellerriege mit kleinen Auftritten von Florian Lukas, Jördis Triebel und Gudrun Landgrebe nichts mehr: zu viel generischer Kinderkrimi, zu wenig ???“

## Auszeichnungen
Bei der Verleihung des Deutschen Filmpreises 2024 wurde Die drei ??? – Erbe des Drachen als besucherstärkster Film ausgezeichnet.

## Fortsetzungen
Sony kündigte zwei weitere Filme um das Detektivtrio an. Diese sollen am 23. Januar 2025 und am 22. Januar 2026 veröffentlicht werden. Bei ersterem handelt es sich um eine Adaption des Romans Der Karpatenhund und bei zweitem um Toteninsel.